# アサン・バザイェフ
アサン・バザイェフ（Асан Базаев、1981年2月22日 - ）は、カザフスタン、アルマトイ出身の自転車競技（ロードレース）選手。

## 経歴
2004年、カペックと契約を結んでプロ転向。
- アジア自転車競技選手権大会（四日市）・個人タイムトライアル(ITT)優勝。

2006年、リベルティ・セグロス＝ヴュルトに移籍。
- ドイツ・ツアー区間1勝。
- ブエルタ・ア・エスパーニャ初出場、総合98位。

2007年
- 前年に問題化したオペラシオン・プエルトの影響を受け、リベルティ・セグロス＝ヴュルトが解散したため、これを受け継ぐアスタナへ移籍。
- ジロ・デ・イタリア初出場、総合98位。

2008年
- カザフスタン選手権・個人ロードレース優勝。
- ツアー・オブ・ターキーポイント賞。

2010年
- ロードレース世界選手権・個人ロードレース 8位

2012年
- カザフスタン選手権・個人ロードレース 優勝
- ロードレース世界選手権・個人ロードレース 18位